# Fortín Mapocho
Fortín Mapocho (o también llamado Fortín Diario), fue un periódico chileno. Tuvo su periodo de mayor relevancia entre 1984 y 1991, cuando se convirtió en una publicación contraria a la dictadura militar. 

## Historia
Fundado en 1947, como publicación oficial de comerciantes y deportistas de vegas y mercados municipales de Santiago, con una circulación bimestral, trimestral o semestral.
Aunque en sus orígenes tuvo un estilo gremial, en febrero de 1984 se produjo un cambio de línea editorial con la adquisición del periódico por parte del político Jorge Lavandero Illanes, con lo que Fortín Mapocho se definió como de abierta oposición a la dictadura militar de Augusto Pinochet, postura que lo hizo objeto de represión y amedrentamiento por parte de los efectivos de seguridad del Estado, con numerosas querellas, medidas de censura y de restricción de información, entre ellas la de prohibir la publicación de imágenes. Esto último especialmente por la caricatura "Margarita", del ilustrador Gustavo Donoso, que se publicaba en portada y que representaba una niña que hacía agudos comentarios sobre la actualidad. Su equipo periodístico estaba compuesto principalmente por periodistas jóvenes que lo hacían ad honorem y su primer director fue el abogado Jorge Donoso Pacheco.
Desde este momento además, su circulación se hace semanal, además de algunas pocas publicaciones extraordinarias de pocas páginas, como la que tenía las escrituras de las propiedades de Pinochet o las que daban cuenta de las protestas contra ese régimen. Es, sin embargo, el 14 de abril de 1987, que comienza a editarse diariamente bajo el nombre de Fortín Diario, una vez que tuvo el financiamiento suficiente para hacerlo, como una manera de contrarrestar más efectivamente los sistemas de información oficialista.
Los recursos económicos eran muy pocos, no tenía publicidad y además la máquina impresora era la vieja Poligraf adquirida por Pablo Neruda en Alemania del Este, con el dinero de su Premio Nobel de Literatura, se encontraba en muy malas condiciones así que algunos días no lograban salir. En mayo de 1988, pudo contar con una nueva rotativa DEV Horizont adquirida en Chicago por los sindicatos italianos e instalada en Santiago. Con esta nueva máquina y un técnico italiano, Tarcisio Benedetti, quien la instaló, el diario tuvo la garantía de salir puntualmente todos los días. Los sindicatos italianos dieron un gran aporte al diario, permitiendo su impresión aun cuando faltaban los recursos económicos. Fortín Diario tenía dos ediciones: una de las provincias que se imprimía antes de la medianoche y la segunda de la capital algunas horas más tarde. Al comienzo, su distribución a lo largo del país tuvo mucho boicoteo por parte de Carabineros que paraban la furgoneta que hacía el transporte y de hecho no lograban entregar las copias a los distribuidores.[cita requerida]
Recordado como uno de los mejores titulares de la prensa chilena, fue su titular que señaló el triunfo del «NO» en el plebiscito de 1988:

¡Corrió solo y llegó segundo!.
Fortín Mapocho, 11 de octubre de 1988.

Con la llegada de la democracia, tras lograr sus objetivos políticos y sumado por graves problemas de financiamiento, su Consejo de Administración resolvió su cierre, circulando por última vez el sábado 6 de julio de 1991. Nueve años más tarde, apareció una edición especial con la segunda vuelta de la elección presidencial de enero de 2000, apoyando al candidato concertacionista, Ricardo Lagos Escobar.[cita requerida]
Actualmente existe un sitio web denominado Fortín Mapocho, al parecer sin relación con la antigua publicación impresa.[cita requerida]